# جشنواره فیلم مالزی

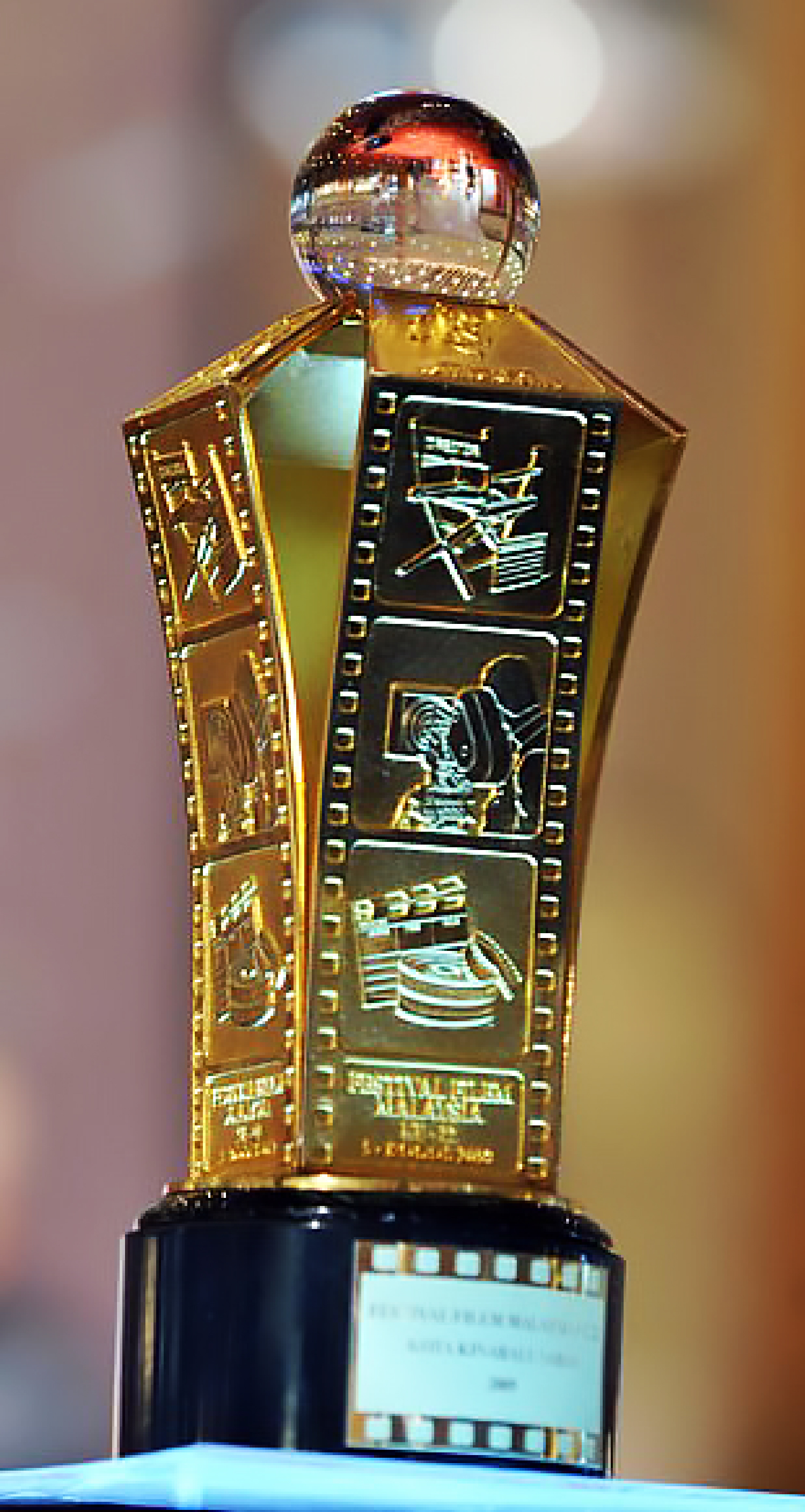
جایزه جشنواره

جشنواره فیلم مالزی (مالایی: Festival Filem Malaysia) که با نام اختصاری «FFM» هم شناخته می‌شود، نام یک جایزه سینمایی در کشور مالزی است که توسط «انجمن روزنامه‌نگاران واحد سرگرمی مالزی» در سال ۱۹۸۰ میلادی پایه‌گذاری شد و از آن هنگام تاکنون، به برترین‌های صنعت سینما در این کشور اهدا می‌شود.
این جایزهٔ، معادلِ مالزیایی جایزه اسکار در ایالات متحده آمریکا است.
هم اکنون، گردانندگان مراسم اعطای این جایزه، «شرکت توسعه ملی فیلم مالزی» (FINAS) و «مجمع هنرمندان فیلم مالزی» (GAFIM) هستند.